# غونزالو أليخاندرو كريتاز
هشام بوصفيان (بالإسبانية: Gonzalo Alejandro Crettaz)‏ هو لاعب كرة قدم أرجنتيني يلعب في مركز الجناح ولد في يوم 28 فبراير 2000 في بوينس آيرس، يلعب حالياً مع نادي ملقا ويبلغ طوله 181 سم.

## روابط خارجية
- غونزالو أليخاندرو كريتاز على موقع قاعدة بيانات كرة القدم.إي يو (الإنجليزية)
- غونزالو أليخاندرو كريتاز على موقع Soccerway.com (الإنجليزية)